# ゾイドホルン
ゾイドホルン（オランダ語: Zuidhorn [ˈzœytɦɔrn] ( 音声ファイル)）は、オランダのフローニンゲン州にある町。かつては基礎自治体（ヘメーンテ）であったが、2019年にの行政再編でヴェステルクヴァルティエルの一部となった。住民生活は近隣のフローニンゲンに大きく依存しており、アリーヴァの鉄道路線は町とレーワルデン、フリースラントおよびフローニンゲンをむすぶ。

## 交通
ゾイドホルンとフレイプスケルクの2駅が置かれ、フローニンゲンとレーワルデンをむすぶ列車が1時間に1回停まる。ゾイドホルン駅では平日は1時間に2回停まる。1991年まではこのほかにフィスフリート駅があった。

## 自然
市街の中心地には、広大で一部植林されたヨハン・スミット公園があり、多様なレクリエーションが楽しめる。メインスポーツホール「クイック・シルバー・S」はランニングクラブなど多くのアクティビティを主宰しており、郊外のサッカー場や運動場には従順なハイランド牛が放牧されている。

## 集落
ヘメーンテ時代のゾイドホルンは、下記の集落ないし地区からなっていた。
| - アールシュム (Aalsum) - アデュアルト (Aduard) - バルマホイゼン (Balmahuizen) - バルンヴェルト (Barnwerd) - ブリルティル (Briltil) - デ・カンペン (De Kampen) - デ・ポフェルト (De Poffert) - デ・ロイヘヴァールト (De Ruigewaard) - デン・ハーム (Den Ham) - デン・ホルン (Den Horn) - ディープスヴァール (Diepswal) - エレクトラ (Electra) - エンフリューム (Englum) - フランシューム (Fransum) - フリテューム (Frytum) - ハーイケマデイク (Gaaikemadijk) - ハーイケマヴェール (Gaaikemaweer) - ハールケケン (Gaarkeuken) - フレイプスケルク (Grijpskerk) - ヘーレビューレン (Heereburen) - フキェ (Hoekje) - ホーヘメーデン (Hoogemeeden) - ヒュムステルラント (Humsterland) - イキュム (Ikum) - ケンヴェルト (Kenverd) | - コメルゼイル (Kommerzijl) - コルホルン (Korhorn) - ラヘメーデン (Lagemeeden) - ラメルビューレン (Lammerburen) - ラウヴェルゼイル (Lauwerzijl) - ニーホーフェ (Niehove) - ニェウクラプ (Nieuwklap) - ニーゼイル (Niezijl) - ノールデルビューレン (Noorderburen) - ノールドホルン (Noordhorn) - ノールドホルネルハ (Noordhornerga) - ノールドホルネルトルヘク (Noordhornertolhek) - オクスヴェルト (Okswerd) - オルデホーフェ (Oldehove) - パーマ (Pama) - ピーテルゼイル (Pieterzijl) - ロイヘザント (Ruigezand) - サークシュム (Saaksum) - セルヴェルト (Selwerd) - スパンヤールズデイク (Spanjaardsdijk) - ステーンティル (Steentil) - フィスフリート (Visvliet) - ヴィーリュメルサウ (Wierumerschouw) - ゾイドホルン (Zuidhorn) |